# Adolph Michaelis

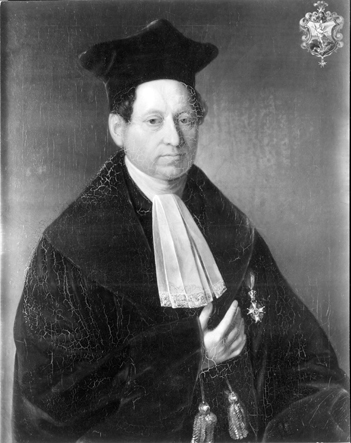
Adolph Michaelis in der Tübinger Professorengalerie (1856)

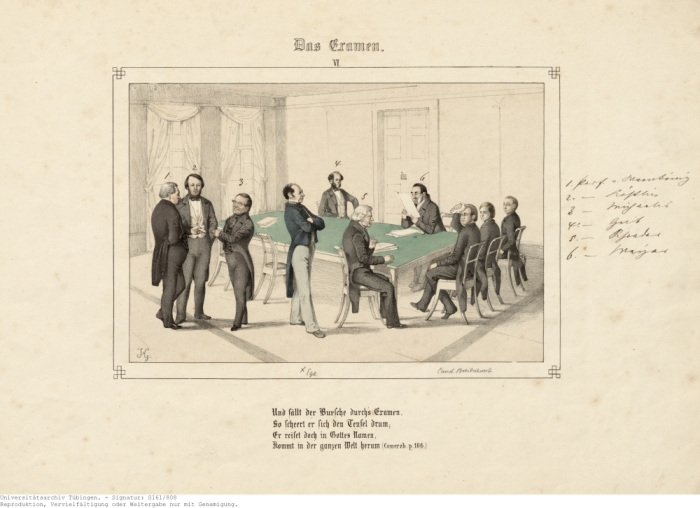
Juristisches Staatsexamen in Tübingen um 1851/52, Michaelis als Dritter von links

Adolph Michaelis (* 25. Dezember 1797 in Hameln; † 20. Januar 1863 in Tübingen) war ein deutscher Rechtswissenschaftler.

## Leben
Michaelis entstammte einer jüdischen Familie in Hameln, wo sein Vater als Kaufmann tätig war. Er studierte ab 1812 Rechtswissenschaften an der Eberhard-Karls-Universität Tübingen und ab dem Wintersemester 1814/15 an der Georg-August-Universität Göttingen. Dort wurde er im Corps Hannovera Göttingen aktiv. Im Sommer zuvor war bereits Adolf von Wangenheim aus Hameln eingetreten. Zwei weitere Vettern aus der Familie von Wangenheim aus Gotha kamen am 25. Oktober 1814 nach Göttingen und wurden ebenfalls Hannoveraner. Wohl wegen einer Untersuchung der Göttinger Universitätsbehörden gegen die verbotenen Studentenverbindungen wechselte er im Oktober 1816 an die Ruprecht-Karls-Universität Heidelberg. Am 9. November 1817 erneuerte er die Immatrikulation in Göttingen „um zu promovieren.“
Sein Onkel Salomo Michaelis war seit 1810 als erster Germanist an der Universität Tübingen auf dem Lehrstuhl für Deutsche Sprache und Deutschsprachige Literatur. Aufgrund der Verbindungen zu dessen Freund und Förderer Karl August von Wangenheim, dem Kurator der Universität Tübingen, wurde Adolph Michaelis 1818 als Privatdozent nach Tübingen berufen. Seit 1820 a.o. Professor, war er von 1822 bis zu seinem Tod 1863 Lehrstuhlinhaber für Deutsches Recht und Kirchenrecht.
1824 wurde die Affäre seiner bei ihm lebenden Schwester Julie Michaelis mit dem fünf Jahre jüngeren Theologiestudenten am Tübinger Stift und Dichter Wilhelm Waiblinger bekannt, die in Tübingen Aufsehen erregte und nach Brandstiftungen eines ebenfalls bei ihm lebenden Zöglings aus Hameln auch zum Gegenstand eines spektakulären Prozesses wurde. Waiblinger wurde daraufhin 1826 vom Stift relegiert. Der Zögling und Bürgermeistersohn aus Hameln zu 14 Jahren Zuchthaus verurteilt.
Michaelis 1862 machte eine psychische Erkrankung einen längeren Aufenthalt in der Anstalt Winnenden erforderlich, der ihn aber nicht von seinen Depressionen befreite. Er ertrank nach einem Sturz von der Neckarbrücke und wurde auf dem Stadtfriedhof Tübingen bestattet.
Beide Michaelis sind, ein jeder auf seine Art, als Hochschullehrer Wegbereiter der jüdischen Assimilation im deutschen Wissenschaftsbetrieb gewesen.

## Auszeichnungen
- Ritter des belgischen Leopoldordens

## Schriften
- Entwurf einer Darstellung des öffentlichen Rechts des Deutschen Bundes und der Deutschen Bundesstaaten. Tübingen 1820

Digitalisat des Exemplars der Bayerischen Staatsbibliothek
- Historisch-diplomatische Darstellung der völkerrechtlichen Begründung des Königreiches Belgien, Cotta, Stuttgart 1836 (Bearbeitete Übersetzung des in Französisch erschienenen Werks von Jean-Baptiste Nothomb)

Digitalisat des Exemplars der Bayerischen Staatsbibliothek
- Votum über den Reichsgräflich Bentinck’schen Erbfolgerechtsstreit, 3 Bände, Laupp, Tübingen 1841–1845

Digitalisat von Band 1, Exemplar der Bayerischen Staatsbibliothek
Digitalisat von Band 2, Exemplar der Bayerischen Staatsbibliothek
Digitalisat von Band 3 (Titel hier: Über die gegenwärtige Lage des Bentinck’schen Erbfolgerechtsstreits.), Exemplar der Bayerischen Staatsbibliothek
- Die staatsrechtlichen Verhältnisse der Fürsten und Grafen Herren von Schönburg, Ferber, Gießen 1861

Digitalisat des Exemplars der Bayerischen Staatsbibliothek